# 罗珊珊
罗珊珊，1981年10月9日出生于四川省成都市，毕业于中央戏剧学院表演系。中国内地制片人、出品人。《封神三部曲》电影总制片人。
2001年在新加坡参演袁树伟执导的电视剧《天蝎行动》获得关注。2002年与姜武主演电视剧《杀青》，饰演女主角苗青。2003年在电视剧《金粉世家》中成功饰演金道之。2005年与钟汉良主演青春文艺剧《午夜阳光》，获得一致好评 ，同年在《谁为你作证》中饰演谢春。2006年出演青春爱情剧《我们无处安放的青春》。2007年在《网络年代》饰演女教师索拉拉。
现担任影视出品人、制片人，2023年电影作品《封神第一部：朝歌风云》成为暑期档现象级爆款，市场热度及票房表现优异。主要作品还有：电影作品《封神第二部：战火西岐》、网络剧《似火流年》等。

## 作品

### 制片作品
2019年
- 担任电影《封神第一部：朝歌风云》制片人，该片由乌尔善执导，于适、费翔、陈牧驰、黄渤主演，于2023年7月20日在中国大陆上映。
- 担任电影《封神第二部：战火西岐》制片人，该片由乌尔善执导，于适、那尔那茜、黄渤、陈牧驰主演，于2025年1月29日在中国大陆上映。

### 影视作品
2007年
- 21集电视连续剧《爱情占线》饰 尤莉

导演：蒋家骏 主演：韩雪 李铭顺 霍建华 罗珊珊 林湘萍
- 20集电视连续剧《网络年代》饰 索拉拉

导演：石学海 主演：罗姗姗 李法曾 曹征 刘威 凯丽 牛群
2006年
- 24集电视连续剧《我们无处安放的青春》饰 戴妍

导演：沈严 主演：佟大为 江一燕
2005年
- 21集电视连续剧《午夜阳光》饰 夏清优

导演：张晓光 主演：钟汉良 罗珊珊 郭晓东 柯蓝
- 20集电视连续剧《谁为你作证》饰 谢春

导演：马进 主演：陈好 罗珊珊 连奕明
2003年
- 40集电视连续剧《金粉世家》饰 金道之

导演：李大为 主演：陈坤 刘亦菲 舒畅等
2002年
- 24集电视连续剧《一江春水》饰 魏秋玲

导演：于荣光 主演：莫少聪 萧蔷
2001年
- 20集电视连续剧 《杀青》饰 苗青

导演：梦继 主演：姜武 罗珊珊 洪剑涛
2000年
- 《经典爱情》饰 爱兰

导演：李大为 主演：夏雨 王慧娟 陈宁 罗姗姗
- 30集新加坡电视连续《天蝎行动》饰  张慧

导演：廖明利 主演：李南星 李铭顺 陈松伶 王沺裁 郑秀珍 罗珊珊

### 社会活动
- 2023年6月，与《封神第一部：朝歌风云》导演乌尔善、演员费翔、夏雨、于适等人共同亮相第25届上海国际电影节开幕式。
- 2023年6月，与《封神第一部：朝歌风云》导演乌尔善、演员费翔、于适、此沙等人共同亮相2023微博电影之夜。
- 2023年8月，与《封神第一部：朝歌风云》导演乌尔善、演员费翔、此沙等人共同亮相第四届庐山国际爱情电影周红毯。
- 2023年9月，与《封神第一部：朝歌风云》导演乌尔善、费翔共同出席第80届威尼斯电影节。
- 2023年10月，与《封神第一部：朝歌风云》导演乌尔善、费翔共同出席大阪中国电影周。
- 2023年11月，与《封神第一部：朝歌风云》导演乌尔善、费翔、袁泉、黄渤、李雪健等人共同出席第36届金鸡奖颁奖典礼。
- 2023年11月，与《封神第一部：朝歌风云》导演乌尔善共同出席洛杉矶Stars亚洲国际电影节。

## 获奖
第36届中国电影金鸡奖最佳故事片：《封神第一部：朝歌风云》